# Мильча (зупинний пункт)
Ми́льча (біл. Мі́льча) — пасажирський залізничний зупинний пункт Гомельського відділення Білоруської залізниці на західній обхідній кільцевій лінії Світоч — Центроліт між зупинним пунктом Гомель-Північний (2 км) та станцією Центроліт (6,3 км). Розташований у західній частині міста Гомель.
Зупинний пункт облаштований двома бічними платформами, одна з яких розташована на лінії Світоч — Центроліт, а інша — у напрямку станції Гомель-Пасажирський.

## Пасажирське сполучення
На зупинному пункті Мильча зупиняються поїзди регіональних ліній економ-класу сполученням:
- Гомель — Василевичі
- Гомель — Жлобин
- Гомель — Калинковичі
- Гомель — Свєтлогорськ-на-Березині
- Гомель — Речиця
- Гомель — Хойники.